# George Thomas Smart
Sir George Thomas Smart (ur. 10 maja 1776 w Londynie, zm. 23 lutego 1867 tamże) – brytyjski dyrygent, organista i kompozytor.

## Życiorys
Syn wydawcy muzycznego George’a Smarta. Jako dziecko był chórzystą w Chapel Royal. Uczył się u Thomasa Dupuis, Samuela Arnolda i J.B. Cramera. Był organistą w St. James’s przy Hampstead Road, występował też jako skrzypek na koncertach organizowanych przez Johanna Petera Salomona. W 1811 roku otrzymał tytuł szlachecki. Był współzałożycielem utworzonego w 1813 roku Philharmonic Society of London, którym dyrygował do 1844 roku. W 1825 roku dokonał angielskiego prawykonania IX symfonii Ludwiga van Beethovena. W 1822 roku został organistą Chapel Royal, a po śmierci Thomasa Attwooda w 1838 roku jej kompozytorem. Gościnnie dyrygował w Dublinie, Liverpoolu, Norwich, Edynburgu, Cambridge i Manchesterze, koncertował także w Europie. W Wiedniu spotykał się z Beethovenem. Przyjaźnił się z Carlem Marią von Weberem, który zmarł w jego domu w Londynie. Należał do grona założycieli Bach Society. W 1864 roku został wybrany na pierwszego przewodniczącego Royal College of Organists. Był specjalistą w zakresie wykonawstwa arii G.F. Händla.
Skomponował m.in. 6 anthemów, 8 glees, psalmy, pieśni. Orkiestrę prowadził bez użycia batuty, czasami grając na organach lub fortepianie. Wydał madrygały Orlanda Gibbonsa (1841) oraz Dettingen Te Deum G.F. Händla (1846–1847).